# Vụ án Thái Khắc Chuyên
Vụ án Thái Khắc Chuyên (The Green Beret Affair) là những diễn tiến xoay quanh vụ sát hại của thông dịch viên người Việt Nam tên Thái Khắc Chuyên xảy ra trong tháng 6 năm 1969.

## Câu chuyện
B-57 là một đơn vị lính mũ xanh (tức lực lượng đặc biệt của Mỹ) có nhiệm vụ mật là theo dõi tin tình báo ở miền Nam Việt Nam. Thái Khắc Chuyên là một nhân viên Việt Nam thông dịch cho đội này. Cuối tháng 4 và đầu tháng 5 năm 1969  một số nhân viên nằm vùng cho B-57 đột nhiên không nghe lời hoặc là không cung cấp tin tình báo về nữa. Rõ ràng là có điều gì không ổn. Một vài tuần sau, khi rọi một cuồn phim tịch thu được, cấp trên của Chuyên thấy anh nói chuyện với một sĩ quan của quân đội nhân dân Việt Nam. Họ bắt đầu theo dõi Chuyên . Tháng 6, Chuyên bị bắt vào thẩm vấn trong vòng 10 ngày; Chuyên không vượt được máy nói dối nhưng không thú nhận gì cả. Lực lượng đặc biệt hỏi ý CIA tại Sài gòn xem phải giải quyết chuyện này ra sao. Nhưng CIA tỏ thái độ im lặng và lập lửng. Cuối cùng Đại tá Bob Rheault là chỉ huy tối cao lực lượng đặc biệt tại Việt Nam lúc đó đã ra lệnh hạ sát Chuyên. Tối 20 tháng 6 năm 1969, Chuyên bị chích thuốc mê, đem ra khơi Nha Trang bắn vào đầu và ném xuống biển. 
Họ dựng nên câu chuyện là đã giao cho Chuyên đi một chuyến công tác nguy hiểm ở Campuchia để giải thích sự mất tích của Chuyên.
Đột nhiên vì lý do gì đó, bỗng CIA liên lạc với tổng tư lệnh quân đội Mỹ tại Việt Nam lúc bấy giờ là đại tướng Creighton Abrams và nói với ông về chuyện đó. Ông Abrams gọi Rheault về Sài Gòn trình diện. Khi đến Sài Gòn thì Rheault đem câu chuyện bịa đặt Chuyên đi Campuchia kể ra trước một nhóm sĩ quan cao cấp Mỹ lúc đó không có Abrams có mặt. Tưởng là chuyện đã xong nhưng lúc đó một sĩ quan mũ xanh cấp trên của Chuyên lại đến tổng hành dinh CIA tại Nha Trang và khai ra đầu đuôi câu chuyện vụ sát hại Chuyên. Ông Abrams phẫn nộ và cho tiến hành một cuộc điều tra và lần lượt tám người lính mũ xanh có dính líu đều bị bắt, người cuối cùng là đại tá Rheault.
Sau khi cả CIA và đại tướng Abrams đều từ chối không ra làm chứng trước tòa, tòa án tuyên bố bãi bỏ vụ án và tha bổng 8 người lính ngủ mũ xanh. Nhà trắng công nhận tổng thống Nixon có dính líu đến quyết định bãi bỏ vụ án. Đại tá Rheault xin giải ngũ ngay sau đó. Câu chuyện gây nhiều tranh cãi trong và ngoài nước Mỹ vì chuyện có tầm quan trọng đạo đức, luân lý và tội ác. Không ai thật sự biết được Thái Khắc Chuyên có làm gián điệp 2 phe hay không. Nếu thật sự Chuyên là gián điệp thì quyết định thủ tiêu anh có đúng hay không.